# Mantella
Mantella is een geslacht van kikkers uit de familie gouden kikkers (Mantellidae). Er zijn zestien soorten bekend die allemaal voorkomen in delen van het Afrikaanse eiland Madagaskar.

## Verspreiding
Al de bekende soorten komen voor in de tropische regenwouden van het eiland, met name in de laaglandbossen in het oosten. Ze bewonen de strooisellaag en de lage begroeiing van de wouden, meestal in de buurt van stromend water.

## Kenmerken
| |  |  |
| Mantella-soorten vertonen veel overeenkomsten met pijlgifkikkers. Links is Mantella madagascariensis afgebeeld, rechts de pijlgifkikker Ranitomeya amazonica. |  |  |

Soorten van het geslacht Mantella zijn relatief kleine kikkers met een lichaamslengte tussen de twee en drie centimeter. De soorten hebben veel overeenkomsten met pijlgifkikkers. Ze hebben een vergelijkbare lichaamsbouw en onttrekken ook gif aan mieren, mijten en andere geleedpotigen die ze eten. Veel soorten hebben felle kleuren die eventuele predatoren waarschuwen voor hun giftige huid. Dit wordt als voorbeeld gezien van convergente evolutie, van kikkers zowel als gifdragende mieren.

### Voortplanting
Enkele Mantella-soorten zijn net als pijlgifkikkers afhankelijk van phytotelmata (waterreservoirs in landplanten) voor de voortplanting. De meeste soorten leggen echter hun eieren op het land, waarna de kikkervissen in het regenseizoen naar nabijgelegen stroompjes en poeltjes spoelen.

## Taxonomie
De eerste kikkers van dit geslacht werden in 1872 door de Franse natuuronderzoeker Alfred Grandidier beschreven (M. madagascariensis en M. betsileo). Hij zag ze aan voor 
pijlgifkikkers (Dendrobatidae) en plaatste ze in het geslacht Dendrobates. De twee soorten werden vervolgens in 1882 in het nieuwe geslacht Mantella geplaatst door de zoöloog George Albert Boulenger. Later werd het geslacht ondergebracht in de familie schuimnestboomkikkers (Rhacophoridae). In 1946 werd het geslacht in de nieuwe familie Mantellidae geplaatst door de Belgische herpetoloog Raymond Ferdinand Laurent.

## Soorten
Er zijn zestien bekende soorten. Veel soorten vertonen onderlinge overeenkomsten, maar dit wil niet zeggen dat ze genetisch meer verwant aan elkaar zijn. In 2002 zijn op basis van fylogenetische studies en morfologische analyses vijftien soorten gegroepeerd in vijf soortgroepen. M. ebenaui werd in 2006 als aparte soort beschouwd en aan de M. betsileo-groep toegevoegd.
| Mantella-soorten naar groep | Mantella-soorten naar groep           | Mantella-soorten naar groep                  |
| M. madagascariensis-groep   | M. madagascariensis-groep             | M. madagascariensis-groep                    |
| --------------------------- | ------------------------------------- | -------------------------------------------- |
|                             | Mantella madagascariensis             | (Grandidier, 1872)                           |
|                             | Mantella aurantiaca – Gouden mantella | (Mocquard, 1900)                             |
|                             | Mantella pulchra                      | Parker, 1925                                 |
|                             | Mantella crocea                       | Pintak & Böhme, 1990                         |
|                             | Mantella milotympanum                 | Staniszewski, 1996                           |
| M. betsileo-groep           |                                       |                                              |
|                             | Mantella betsileo                     | (Grandidier, 1872)                           |
|                             | Mantella ebenaui                      | (Boettger, 1880)                             |
|                             | Mantella viridis – Groene mantella    | Pintak & Böhme, 1988                         |
|                             | Mantella expectata                    | Busse & Böhme, 1992                          |
| geen afbeelding             | Mantella manery                       | Vences, Glaw & Böhme, 1999                   |
| M. cowani-groep             |                                       |                                              |
|                             | Mantella cowanii                      | Boulenger, 1882                              |
|                             | Mantella baroni                       | Boulenger, 1888                              |
|                             | Mantella nigricans                    | Guibé, 1978                                  |
|                             | Mantella haraldmeieri                 | Busse, 1981                                  |
| M. laevigata-groep          |                                       |                                              |
|                             | Mantella laevigata                    | Methuen & Hewitt, 1913                       |
| M. bernhardi-groep          |                                       |                                              |
|                             | Mantella bernhardi                    | Vences, Glaw, Peyrieras, Böhme & Busse, 1994 |